# مجود التفاعلية
قناة مجود التفاعلية هي إحدى قنوات شبكة المجد الفضائية، متخصصة بالألعاب التفاعلية حيث يتصل الطفل على القناة ويستخدم أزرار الهاتف للتحكم باللعبة، بالتعاون مع شركة فيوتشر سوفت السورية، وبدأت القناة بثها التجريبي عام 1428 هـ الموافق 2007، ثم توقف عن البث بعد فترة وجيزة.

## وصلات خارجية
- الموقع الرسمي في أرشيف الإنترنت
- إعلان قناة مجود التفاعلية في رمضان 1428 هـ على يوتيوب